# Reuven Merhav
Reuven Merhav, né le 9 février 1936 à Tel-Aviv, est un diplomate israélien, spécialiste de l'Islam et du Proche et Moyen-Orient.

## Biographie
Merhav a servi dans le renseignement israélien (Mossad) de 1961 à 1983; il se spécialise principalement dans la corne de l'Afrique et le Moyen-Orient. Il a été en poste à Addis-Abeba, Nairobi, ainsi qu'à Téhéran à l'époque du Shah. Il a rejoint ensuite le ministère des Affaires étrangères et servi comme conseiller en temps de guerre lors d’une mission diplomatique au Liban de 1983 à 1984. 
En 1985, il est envoyé à Hong-Kong afin de préparer l'établissement des relations diplomatiques entre Israël et la république populaire de Chine.
Merhav a été directeur général du ministère israélien des Affaires étrangères de 1988 à 1991 et a établi la première mission israélienne à Pékin en 1991.
Il a également négocié les termes de l'opération Salomon en Éthiopie. 
Il a ensuite été directeur général du ministère de l'Immigration (1992-1993), au moment de l’intégration de la communauté éthiopienne en Israël. 
En 2000, Reuven Merhav est invité à participer au sommet de Camp David II avec Ehoud Barak,.